# Le Breuil (Rhône)
Pour les articles homonymes, voir Le Breuil.
Le Breuil (Lo Broly en francoprovençal du Beaujolais) est une commune française située dans le département du Rhône, en région Auvergne-Rhône-Alpes.

## Géographie

### Climat
Pour des articles plus généraux, voir Climat d'Auvergne-Rhône-Alpes et Climat du Rhône.
En 2010, le climat de la commune est de type climat océanique dégradé des plaines du Centre et du Nord, selon une étude du Centre national de la recherche scientifique s'appuyant sur une série de données couvrant la période 1971-2000. En 2020, Météo-France publie une typologie des climats de la France métropolitaine dans laquelle la commune est exposée à un climat de montagne ou de marges de montagne et est dans la région climatique  Nord-est du Massif Central, caractérisée par une pluviométrie annuelle de 800 à 1 200 mm, bien répartie dans l’année. 
Pour la période 1971-2000, la température annuelle moyenne est de 11,3 °C, avec une amplitude thermique annuelle de 17,6 °C. Le cumul annuel moyen de précipitations est de 774 mm, avec 9 jours de précipitations en janvier et 6,2 jours en juillet. Pour la période 1991-2020, la température moyenne annuelle observée sur la station météorologique installée sur la commune est de 11,6 °C et le cumul annuel moyen de précipitations est de 749,8 mm,. Pour l'avenir, les paramètres climatiques de la commune estimés pour 2050 selon différents scénarios d'émission de gaz à effet de serre sont consultables sur un site dédié publié par Météo-France en novembre 2022.
| Mois                                  | jan.             | fév.           | mars           | avril         | mai             | juin           | jui.           | août           | sep.            | oct.            | nov.             | déc.          | année      |
| ------------------------------------- | ---------------- | -------------- | -------------- | ------------- | --------------- | -------------- | -------------- | -------------- | --------------- | --------------- | ---------------- | ------------- | ---------- |
| Température minimale moyenne (°C)     | −0,7             | −0,5           | 1,8            | 4,4           | 8,3             | 11,8           | 13,6           | 13,2           | 9,7             | 6,8             | 2,8              | 0             | 5,9        |
| Température moyenne (°C)              | 3,2              | 4,2            | 7,8            | 10,8          | 14,8            | 18,6           | 20,7           | 20,4           | 16,3            | 12,2            | 7                | 3,7           | 11,6       |
| Température maximale moyenne (°C)     | 7,1              | 9              | 13,7           | 17,1          | 21,3            | 25,4           | 27,9           | 27,6           | 22,9            | 17,5            | 11,2             | 7,4           | 17,3       |
| Record de froid (°C) date du record   | −21,3 16.01.1985 | −15,2 05.02.12 | −13,1 01.03.05 | −7,5 08.04.03 | −2,7 01.05.1976 | 1,4 05.06.1975 | 4,1 01.07.1972 | 2,7 30.08.1986 | −1,2 29.09.1972 | −7,4 30.10.1997 | −11,1 23.11.1998 | −14 30.12.05  | −21,3 1985 |
| Record de chaleur (°C) date du record | 20,9 10.01.15    | 21,4 23.02.21  | 26,8 24.03.01  | 29 25.04.07   | 33,2 24.05.09   | 37,6 22.06.03  | 40 31.07.20    | 40,2 13.08.03  | 34,2 14.09.20   | 28,8 04.10.11   | 23 03.11.05      | 20,2 08.12.10 | 40,2 2003  |
| Précipitations (mm)                   | 45,6             | 37,1           | 42,4           | 57,9          | 72,4            | 73,3           | 71,1           | 69,6           | 67,7            | 80              | 82,6             | 50,1          | 749,8      |

## Urbanisme

### Typologie
Au 1er janvier 2024, Le Breuil est catégorisée commune rurale à habitat dispersé, selon la nouvelle grille communale de densité à sept niveaux définie par l'Insee en 2022.
Elle appartient à l'unité urbaine de Val d'Oingt, une agglomération intra-départementale regroupant neuf  communes, dont elle est une commune de la banlieue,,. Par ailleurs la commune fait partie de l'aire d'attraction de Lyon, dont elle est une commune de la couronne,. Cette aire, qui regroupe 397 communes, est catégorisée dans les aires de 700 000 habitants ou plus (hors Paris),.

### Occupation des sols
L'occupation des sols de la commune, telle qu'elle ressort de la base de données européenne d’occupation biophysique des sols Corine Land Cover (CLC), est marquée par l'importance des territoires agricoles (83,7 % en 2018), une proportion sensiblement équivalente à celle de 1990 (84 %). La répartition détaillée en 2018 est la suivante : 
zones agricoles hétérogènes (53,1 %), cultures permanentes (18,9 %), forêts (15,9 %), prairies (7,5 %), terres arables (4,1 %), zones urbanisées (0,4 %). L'évolution de l’occupation des sols de la commune et de ses infrastructures peut être observée sur les différentes représentations cartographiques du territoire : la carte de Cassini (XVIIIe siècle), la carte d'état-major (1820-1866) et les cartes ou photos aériennes de l'IGN pour la période actuelle (1950 à aujourd'hui).

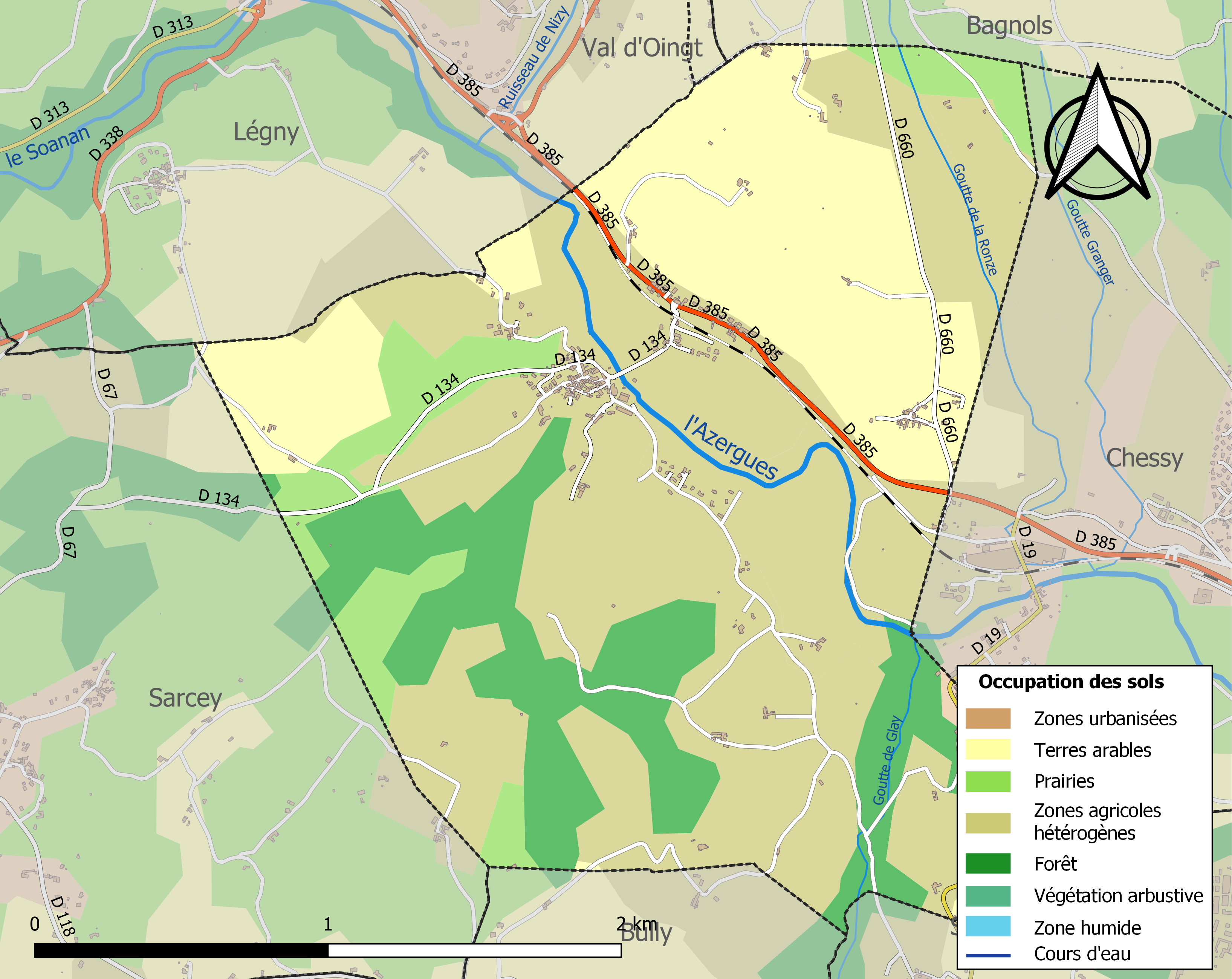
Carte des infrastructures et de l'occupation des sols de la commune en 2018 (CLC).

## Histoire
Aucune trace d'occupation n'est attestée pendant la période romaine, tant au niveau archéologique que bibliographique. Toutefois, une villa de Broalias est mentionnée dès le Xe siècle dans le cartulaire de Cluny.
Relevé aux archives du Rhône F°38 E supplément 162 GG 3 (187 feuillets) période 1732–1762 :
« Ce jourd’huy 26 septembre 1739 a été bénitte une cloche appartenante à la paroisse du Breuil par Messire Bayard archiprêtre de l’Arbresle et curé de Bully accompagné des curés de Bagnols, vicaire dudit Breuil et Messire Jean-Baptiste Champagny prêtre de ce dioceze.

La cérémonie s’est faite dans l’église dudit Bagnols. Ont nommé ladite cloche Messire Louis Hector de Cholier chevalier comte de Cibeins baron d’Albigny seigneur de Bully… et Dame Jeanne Marguerite PUPIL veuve de M. Joseph Barthélémy Hesseler baron de Bagnols et de Marzé seigneur du Bois d’Oingt… et autres lieux. »

### Manifestations culturelles et festivités

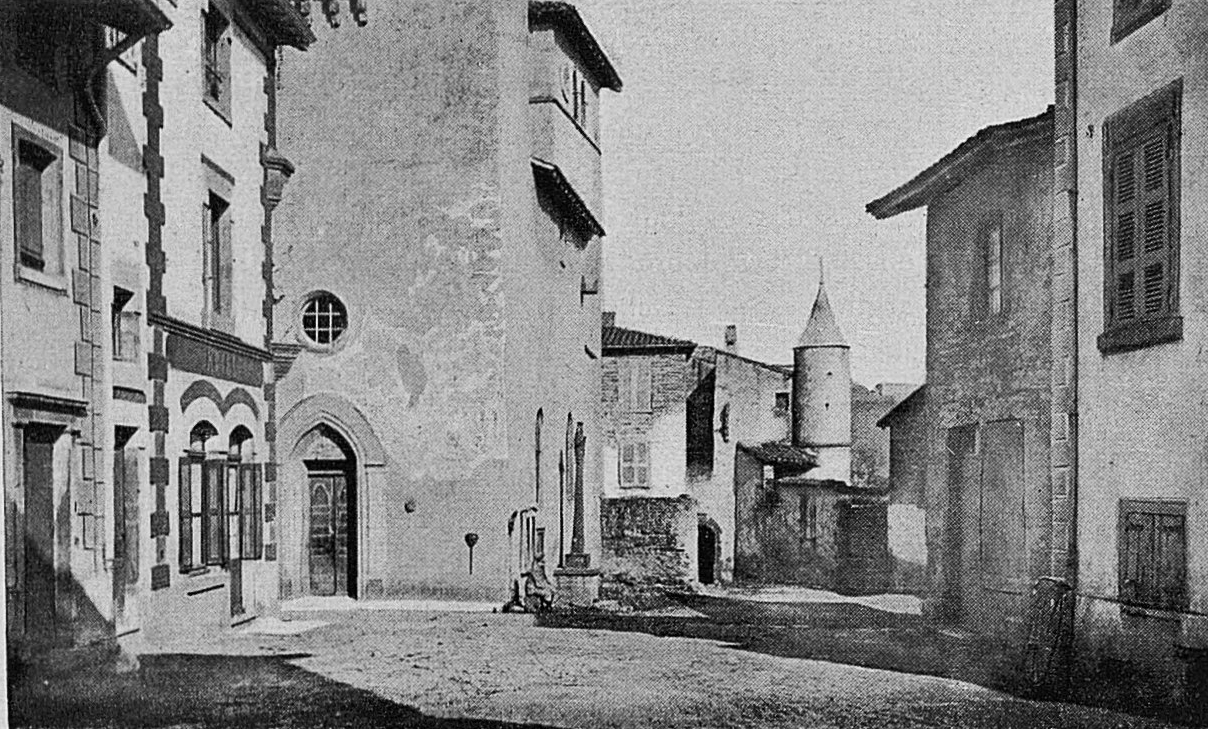
La place entre 1901 et 1902.

### Sports

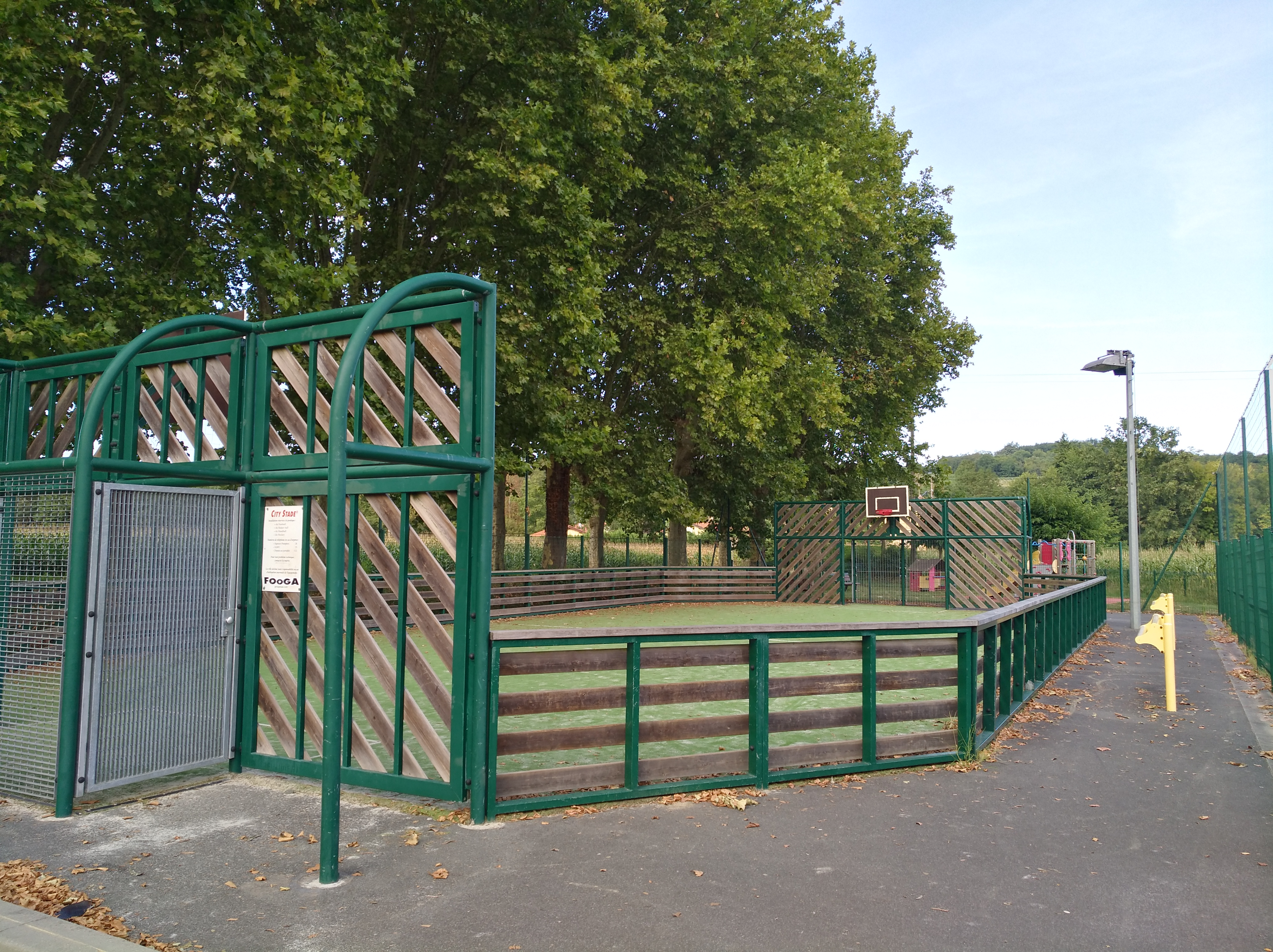
Le city stade.

## Héraldique
| Blason du Breuil | Les armes du Breuil se blasonnent ainsi : De gueules à l'arbre d'or sur une rivière d'argent ombrée de sable mouvant de la pointe, surmonté d'une muraille crénelée aussi d'argent maçonnée aussi de sable ouverte du champ mouvant des flancs. |

## Politique et administration

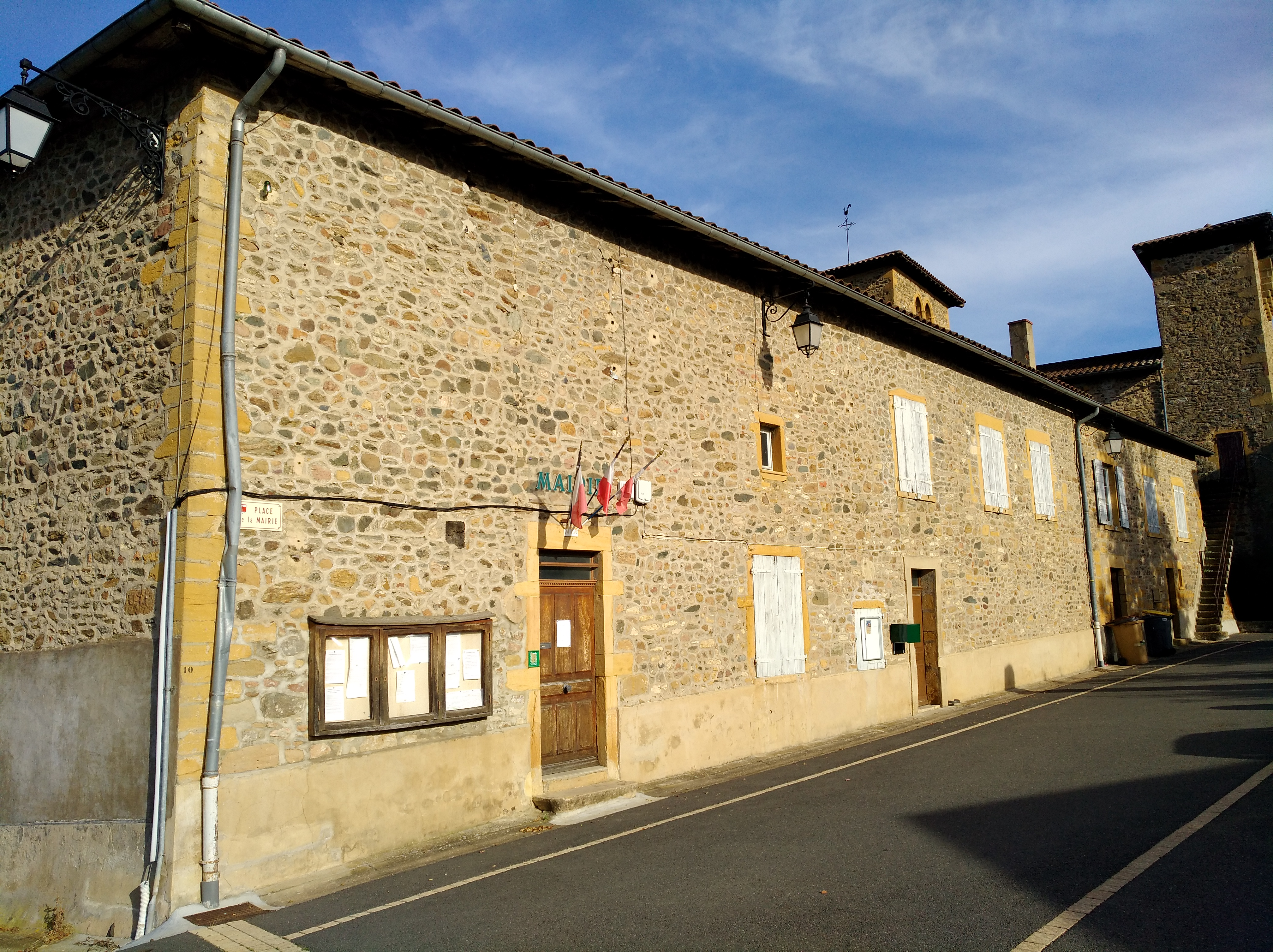
La mairie.

| Période                                  | Période  | Identité             | Étiquette | Qualité |
| ---------------------------------------- | -------- | -------------------- | --------- | ------- |
| 2001                                     | 2008     | Michelle Milossi     |           |         |
| mars 2008                                | 2020     | Frédéric Laffay      |           |         |
| 2020                                     | en cours | Charles de Rambuteau |           |         |
| Les données manquantes sont à compléter. |          |                      |           |         |

## Population et société

### Démographie
L'évolution du nombre d'habitants est connue à travers les recensements de la population effectués dans la commune depuis 1793. Pour les communes de moins de 10 000 habitants, une enquête de recensement portant sur toute la population est réalisée tous les cinq ans, les populations de référence des années intermédiaires étant quant à elles estimées par interpolation ou extrapolation. Pour la commune, le premier recensement exhaustif entrant dans le cadre du nouveau dispositif a été réalisé en 2006.

En 2022, la commune comptait 528 habitants, en évolution de +0,76 % par rapport à 2016 (Rhône : +3,93 %, France hors Mayotte : +2,11 %).
| 1793 | 1800 | 1806 | 1821 | 1831 | 1836 | 1841 | 1846 | 1851 |
| ---- | ---- | ---- | ---- | ---- | ---- | ---- | ---- | ---- |
| 300  | 349  | 365  | 379  | 203  | 398  | 428  | 435  | 439  |

| 1856 | 1861 | 1866 | 1872 | 1876 | 1881 | 1886 | 1891 | 1896 |
| ---- | ---- | ---- | ---- | ---- | ---- | ---- | ---- | ---- |
| 468  | 483  | 492  | 447  | 456  | 419  | 409  | 404  | 403  |

| 1901 | 1906 | 1911 | 1921 | 1926 | 1931 | 1936 | 1946 | 1954 |
| ---- | ---- | ---- | ---- | ---- | ---- | ---- | ---- | ---- |
| 412  | 350  | 349  | 302  | 292  | 316  | 283  | 258  | 241  |

| 1962 | 1968 | 1975 | 1982 | 1990 | 1999 | 2006 | 2011 | 2016 |
| ---- | ---- | ---- | ---- | ---- | ---- | ---- | ---- | ---- |
| 235  | 269  | 284  | 273  | 310  | 363  | 430  | 459  | 524  |

| 2021 | 2022 | - | - | - | - | - | - | - |
| ---- | ---- | - | - | - | - | - | - | - |
| 535  | 528  | - | - | - | - | - | - | - |

## Personnalités liées à la commune
- Charles Guillaud (1925-2014), artiste-peintre, a résidé au Breuil de 1969 jusqu'à sa mort.